# Phái sinh (tài chính)
Trong giao dịch kinh tế, phái sinh (tiếng Anh: derivative) là một dạng hợp đồng dựa trên giá trị của các tài sản cơ sở khác nhau như tài sản, chỉ số, lãi suất hay cổ phiếu (giấy tờ có giá) – bản thân nó không có giá trị nội tại. Công cụ phái sinh có thể được sử dụng với nhiều mục đích bao gồm: phòng vệ, đầu cơ, tiếp cận với các tài sản hoặc thị trường khó giao dịch. Các giao dịch phái sinh thông thường trên thế giới bao gồm: giao dịch các nghiệp vụ nợ thế chấp và hoán đổi rủi ro tín dụng, các giao dịch kỳ hạn, giao dịch hoán đổi, giao dịch quyền chọn, giao dịch trần sàn (collar), và các sản phẩm cấu trúc.
Phái sinh là một trong ba loại công cụ tài chính chính. Hai loại còn lại được biết đến là vốn chủ sở hữu (cổ phiếu) và nợ (trái phiếu và thế chấp). Một ví dụ lâu đời nhất về phái sinh (thuộc phái sinh hàng hóa) trong lịch sử, được chứng thực bởi bởi Aristotle, được cho là một giao dịch hợp đồng ô liu, thực hiện bởi nhà triết học Hy Lạp cổ đại Thales – người đã kiếm được lợi nhuận thông qua việc trao đổi này.  Phái sinh chứng khoán là một giao dịch thị trường hoàn toàn khác, không có việc trao đổi giao nhận, chỉ là mua bán giấy tờ có giá.

## Ứng dụng
Các phái sinh được các nhà đầu tư sử dụng cho những mục đích sau đây:
- Phòng hộ hoặc giảm nhẹ rủi ro trong các tài sản cơ sở, bằng cách tham gia một hợp đồng phái sinh mà giá trị của nó di chuyển theo hướng ngược lại với vị thế tài sản cơ sở của nó và triệt tiêu một phần hoặc toàn bộ rủi ro này;[5]
- Tạo khả năng tùy chọn trong đó giá trị của phái sinh được liên kết với một điều kiện hoặc sự kiện cụ thể (ví dụ khi tài sản cơ sở đạt được một mức giá cụ thể);
- Có được sự tiếp xúc với tài sản cơ sở khi không thể trao đổi bằng dạng tài sản cơ sở đó (ví dụ, các phái sinh thời tiết);[6]
- Cung cấp đòn bẩy, sao cho một chuyển động nhỏ trong giá trị tài sản cơ sở có thể gây ra một sự khác biệt lớn trong giá trị của phái sinh;[7]
- Đầu cơ[8] và thu lợi nhuận nếu giá trị của tài sản cơ sở di chuyển theo cách mà người ta mong đợi (ví dụ, di chuyển theo một hướng nhất định, nằm trong hay ngoài một phạm vi xác định, đạt đến một mức nhất định).
- Chuyển phân bổ tài sản giữa các loại tài sản khác nhau mà không làm ảnh hưởng đến tài sản cơ sở, như là một phần của quản lý quá trình chuyển đổi.

### Các cơ chế và cơ sở xác định giá trị
Các sản phẩm khóa cứng có giá trị về mặt lý thuyết bằng không tại thời điểm thực hiện và do đó thường không yêu cầu một cuộc trao đổi ngay giữa các bên. Tuy vậy, trên cơ sở các chuyển dịch trong các tài sản cơ sở theo thời gian, giá trị của hợp đồng sẽ dao động, và phái sinh này có thể hoặc là một tài sản (tức là "được tiền") hoặc là một khoản nợ (tức là "mất tiền") tại các điểm khác nhau trong suốt cuộc đời của nó. Quan trọng là, một trong hai bên do đó tiếp xúc với chất lượng tín dụng của bên đối tác của nó và phải quan tâm đến việc tự bảo vệ trong một sự kiện vỡ nợ.
Các sản phẩm tùy chọn có giá trị tức thời ngay từ đầu bởi vì chúng cung cấp bảo vệ cụ thể (giá trị nội tại) trong một thời gian nhất định (giá trị thời gian). Một hình thức phổ biến của sản phẩm tùy chọn quen thuộc với nhiều người tiêu dùng là bảo hiểm cho nhà ở và xe hơi. Người được bảo hiểm sẽ trả nhiều hơn cho một bảo hiểm đơn với trách nhiệm bảo vệ lớn hơn (giá trị nội tại) và kéo dài trong một năm chứ không phải là sáu tháng (giá trị thời gian). Vì giá trị tùy chọn là ngay lập tức, người mua quyền chọn thường phải trả ngay phí mua quyền. Cũng giống như đối với các sản phẩm khóa cứng, các chuyển dịch trong các tài sản cơ sở sẽ làm cho giá trị nội tại của tùy chọn thay đổi theo thời gian trong khi giá trị thời gian của nó bị suy giảm đều đặn cho đến khi hợp đồng hết hạn. Một sự khác biệt quan trọng với một sản phẩm khóa cứng là, sau trao đổi ban đầu, người mua quyền chọn không có trách nhiệm gì thêm nữa đối với bên đối tác của mình, khi đến hạn, người mua hoặc sẽ thực hiện quyền chọn nếu nó có giá trị dương (tức là nếu nó là "được tiền") hoặc để hết hạn mà không mất gì (trừ phí mua quyền ban đầu) (tức là nếu lựa chọn là "mất tiền").

### Phòng hộ
Các phái sinh cho phép rủi ro liên quan đến giá của tài sản cơ sở được chuyển từ một bên sang bên kia. Ví dụ, một nông dân trồng lúa mì và một chủ nhà máy xay có thể ký một hợp đồng tương lai để trao đổi một số tiền mặt xác định cho một số lúa mì xác định trong tương lai. Cả hai bên đã làm giảm nguy cơ tương lai: đối với người nông dân trồng lúa mì là sự không chắc chắn của giá cả, và đối với chủ nhà máy xay là sự không sẵn có của lúa mì. Tuy nhiên, vẫn còn là rủi ro là có thể sẽ không có sẵn lúa mì bởi các sự kiện không xác định trong hợp đồng, chẳng hạn như thời tiết, hoặc một bên từ bỏ hợp đồng. Mặc dù một bên thứ ba, được gọi là nhà thanh toán bù trừ, bảo đảm cho một hợp đồng tương lai, nhưng không phải tất cả các phái sinh đều được bảo hiểm chống lại rủi ro bên đối tác.
Từ góc độ khác, cả người nông dân và chủ nhà máy xay đều giảm một rủi ro và nhận một rủi ro khác khi họ ký hợp đồng tương lai: người nông dân làm giảm rủi ro rằng giá lúa mì sẽ giảm xuống dưới giá quy định trong hợp đồng và nhận rủi ro khi mà giá lúa mì sẽ tăng cao hơn mức giá quy định trong hợp đồng (do đó mất thu nhập bổ sung mà ông ta lẽ ra có thể kiếm được). Mặt khác, chủ nhà máy xay mua lại rủi ro rằng giá lúa mì sẽ giảm xuống dưới mức giá quy định trong hợp đồng (do đó trả nhiều tiền hơn trong tương lai mà lẽ ra không phải) và làm giảm nguy cơ rằng giá lúa mì sẽ tăng lên trên mức giá quy định trong hợp đồng. Theo ý nghĩa này, một bên là nhà bảo hiểm (mạo hiểm) cho một loại rủi ro, và bên đối kia là nhà bảo hiểm (mạo hiểm) cho một loại rủi ro khác.
Việc phòng hộ cũng xảy ra khi một cá nhân hoặc tổ chức mua một tài sản (như một hàng hóa, một trái phiếu có trả lãi, một cổ phiếu trả cổ tức, v.v.) và bán nó bằng cách sử dụng một hợp đồng tương lai. Cá nhân, tổ chức đó có quyền nắm giữ tài sản trong một thời gian nhất định, và sau đó có thể bán nó trong tương lai ở một mức giá xác định theo hợp đồng tương lai. Tất nhiên, điều này cho cá nhân hoặc tổ chức đó lợi ích của việc nắm giữ tài sản, đồng thời giảm rủi ro rằng giá bán tương lai sẽ đi chệch một cách bất ngờ khỏi đánh giá hiện tại của thị trường về giá trị tương lai của tài sản đó.

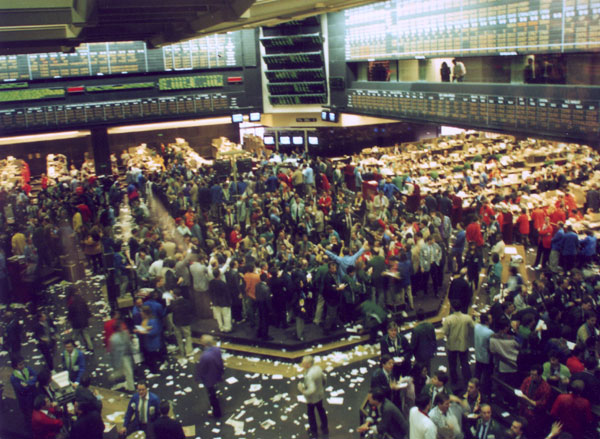
Các thương nhân phái sinh tại Chicago Board of Trade

Các phái sinh có thể phục vụ cho các mục đích kinh doanh chính đáng. Ví dụ, một công ty vay mượn một số tiền lớn với một lãi suất xác định. Lãi suất vay này được định lại sau mỗi 6 tháng. Công ty lo ngại rằng lãi suất có thể cao hơn nhiều trong sáu tháng. Công ty này có thể mua một thỏa thuận tỷ giá kỳ hạn (FRA), là một hợp đồng phải trả một lãi suất cố định sáu tháng sau khi mua bán trên số lượng danh nghĩa tiền. Nếu lãi suất sau sáu tháng cao hơn lãi suất trong hợp đồng, người bán sẽ trả tiền chênh lệch cho công ty, hoặc người mua FRA. Nếu lãi suất thấp hơn lãi suất trong hợp đồng, công ty sẽ trả tiền chênh lệch cho người bán. Việc mua FRA được dùng để giảm sự không chắc chắn liên quan đến tăng lãi suất và ổn định thu nhập.
Ở thị trường phái sinh Việt Nam, các nhà đầu tư sử dụng phái sinh như một công cụ để bảo vệ giá trị danh mục trước rủi ro xuất hiện những diễn biến bất lợi của thị trường chứng khoán cơ sở. Ví dụ: Một nhà đầu tư sở hữu một danh mục đa dạng với các mã thuộc VN30 và dự đoán thị trường sẽ đi xuống trong thời gian tới. Tuy nhiên, nhà đầu tư không muốn bán danh mục đi mua lại vì chi phí cao. Để phòng ngừa rủi ro, nhà đầu tư quyết định mở vị thế bán hợp đồng tương lai chỉ số VN30 để bảo vệ danh mục trước đà sụt giảm của thị trường.

### Đầu cơ và hưởng chênh lệch giá
Các phái sinh có thể được sử dụng để mua rủi ro, chứ không phải là hàng rào chống lại rủi ro. Vì vậy, một số cá nhân và tổ chức sẽ tham gia vào một hợp đồng phái sinh để đầu cơ giá trị của các tài sản cơ sở, đánh cược rằng các bên tìm kiếm bảo hiểm sẽ là sai lầm về giá trị tương lai của tài sản cơ sở. Các nhà đầu cơ tìm mua một tài sản trong tương lai ở một mức giá thấp theo một hợp đồng phái sinh khi giá thị trường tương lai là cao, hoặc bán một tài sản trong tương lai ở một mức giá cao theo một hợp đồng phái sinh khi giá thị trường tương lai là thấp.
Cá nhân và các tổ chức cũng có thể tìm kiếm cơ hội hưởng chênh lệch, như khi giá mua hiện tại của một tài sản giảm xuống dưới mức giá quy định trong hợp đồng kỳ hạn để bán tài sản.
Kinh doanh đầu cơ trong các phái sinh đã bị rất nhiều tai tiếng vào năm 1995 khi Nick Leeson, một thương nhân tại Ngân hàng Barings, thực hiện đầu tư kém và không được phép trong hợp đồng tương lai. Bởi sự kết hợp của phán đoán tồi, thiếu quản lý của người quản lý và cơ quan quản lý của ngân hàng, và các sự kiện không may như trận động đất Kobe, Leeson đã gây ra vụ thua lỗ 1,3 tỷ USD, làm phá sản tổ chức nhiều trăm tuổi này.

### Tỷ lệ sử dụng cho phòng hộ và đầu cơ
Thật không may, tỷ lệ thực sự của các hợp đồng phái sinh được sử dụng cho các mục đích phòng hộ chính đáng là chưa được biết (và có lẽ là không thể biết), nhưng nó dường như là tương đối nhỏ. Ngoài ra, hợp đồng phái sinh chỉ chiếm 3-6% tổng số thua lỗ về tiền và lãi suất của các công ty trung bình. Tuy nhiên, chúng ta biết rằng các hoạt động phái sinh của nhiều công ty có ít nhất một số thành phần đầu cơ vì một loạt các lý do.

## Các loại

### Trao đổi OTC và trao đổi qua sàn giao dịch
Theo nghĩa rộng, có hai nhóm hợp đồng phái sinh, được phân biệt bởi cách mà chúng được giao dịch trên thị trường:
- Phái sinh giao dịch ngoài sàn (OTC) là các hợp đồng phái sinh được trao đổi (và được thỏa thuận riêng) trực tiếp giữa hai bên, không cần thông qua một sàn giao dịch hoặc trung gian nào khác. Các sản phẩm như hoán đổi tài chính, các thỏa thuận tỷ giá kỳ hạn, quyền chọn đặc biệt - và các phái sinh đặc biệt khác - gần như luôn luôn được giao dịch theo cách này. Thị trường phái sinh OTC là thị trường lớn cho các phái sinh, và phần lớn là không được kiểm soát, liên quan đến việc công bố thông tin giữa các bên với nhau, vì thị trường OTC được tạo thành từ các ngân hàng và các bên rất phức tạp khác, chẳng hạn như các quỹ phòng hộ. Báo cáo về giá trị các giao dịch OTC là rất khó vì các trao đổi có thể xảy ra riêng tư, không có hoạt động có thể nhìn thấy trên bất kỳ sàn giao dịch nào.

Theo Ngân hàng Thanh toán Quốc tế, tổ chức đầu tiên đã khảo sát các phái sinh OTC vào năm 1995, đã thông báo rằng "tổng giá trị thị trường, đại diện cho chi phí thay thế tất cả các hợp đồng mở theo giá thị trường lưu hành, ... đã tăng 74% kể từ năm 2004, tới 11 nghìn tỷ USD vào cuối tháng 6 năm 2007 (BIS 2007:24)."  Các vị thế tài chính trên thị trường phái sinh OTC đã tăng tới 516 nghìn tỷ USD vào cuối tháng 6 năm 2007, cao hơn 135% so với mức được ghi nhận năm 2004. Tổng giá trị danh nghĩa còn lại là 708 nghìn tỷ USD (vào tháng 6/2011). Trong tổng số tiền danh nghĩa này, 67% là các hợp đồng lãi suất, 8% là các hoán đổi rủi ro tín dụng (CDS), 9% là các hợp đồng ngoại hối, 2% là hợp đồng hàng hóa, 1% là các hợp đồng vốn chủ sở hữu, và 12% là các hợp đồng khác. Do các phái sinh OTC không được trao đổi trên một sàn giao dịch, nên không có bên đối tác trung tâm. Vì vậy, chúng có thể là đối tượng của rủi ro bên đối tác, giống như một hợp đồng bình thường, do mỗi bên đối tác lại dựa vào bên kia để thực hiện.
- Phái sinh trao đổi qua sàn giao dịch (ETD) là những công cụ phái sinh được giao dịch thông qua các sàn giao dịch phái sinh chuyên biệt hoặc các sàn giao dịch khác. Một sàn giao dịch phái sinh là một thị trường nơi các cá nhân trao đổi các hợp đồng chuẩn hóa đã được sàn giao dịch định nghĩa.

 Một sàn giao dịch phái sinh hoạt động như một trung gian cho tất cả các giao dịch có liên quan, và lấy biên ban đầu (bảo chứng ban đầu) từ cả hai bên trao đổi để hoạt động như một đảm bảo. Các sàn giao dịch phái sinh lớn nhất thế giới (theo số lượng giao dịch) là Korea Exchange (niêm yết các tương lai và quyền chọn của chỉ số KOSPI), Eurex (niêm yết một loạt các sản phẩm như các sản phẩm lãi suất và chỉ số của châu Âu), và CME Group (được tạo ra từ cuộc sáp nhập của Chicago Mercantile Exchange và Chicago Board of Trade năm 2007 và việc mua lại New York Mercantile Exchange năm 2008). Theo BIS, tổng doanh số kết hợp trong các sàn giao dịch phái sinh của thế giới trong quý 4 năm 2005 là 344 nghìn tỷ USD. Vào tháng 12 năm 2007 Ngân hàng Thanh toán Quốc tế báo cáo rằng "các phái sinh được trao đổi trên các sàn giao dịch đã tăng 27% đạt kỷ lục 681 nghìn tỷ USD."

### Các loại hợp đồng phái sinh phổ biến
Một vài biến thể phổ biến của các hợp đồng phái sinh là:
1. Hợp đồng kỳ hạn (Forwards): Hợp đồng được soạn thảo giữa hai bên, trong đó thanh toán diễn ra tại một thời điểm cụ thể trong tương lai với mức giá được xác định trước của ngày hôm nay.
2. Hợp đồng tương lai (Futures): là các hợp đồng mua hoặc bán một tài sản vào hoặc trước một ngày trong tương lai ở một mức giá quy định ngày hôm nay. Một hợp đồng tương lai khác với một hợp đồng kỳ hạn ở chỗ hợp đồng tương lai một hợp đồng chuẩn hóa được viết bởi một nhà thanh toán bù trừ vận hành một sàn giao dịch nơi hợp đồng này có thể được mua và bán, trong khi hợp đồng kỳ hạn là một hợp đồng không được chuẩn hóa được chính các bên viết ra.
3. Hợp đồng quyền chọn (Options) là các hợp đồng cung cấp cho chủ sở hữu quyền, nhưng không phải là nghĩa vụ, để mua (trong trường hợp của một quyền chọn mua) hoặc bán (trong trường hợp của một quyền chọn bán) một tài sản. Giá mà tại đó việc bán diễn ra được gọi là giá cả đã quyết (giá điểm, giá thực hiện), và được xác định vào thời điểm các bên tham gia vào tùy chọn. Hợp đồng quyền chọn cũng quy định một ngày đáo hạn. Trong trường hợp của một quyền chọn châu Âu, chủ sở hữu có quyền yêu cầu việc bán sẽ diễn ra vào (nhưng không trước) ngày đáo hạn, trong trường hợp của một quyền chọn Hoa Kỳ, chủ sở hữu có thể yêu cầu việc bán sẽ diễn ra bất cứ lúc nào cho đến ngày đáo hạn. Nếu chủ sở hữu của hợp đồng thực hiện quyền này, bên đối tác có nghĩa vụ thực hiện giao dịch. Tùy chọn bao gồm hai loại: quyền chọn mua (Call) và quyền chọn bán (Put). Người mua của một quyền chọn gọi có quyền mua một số lượng nhất định tài sản cơ sở, ở một mức giá xác định, vào hoặc trước một ngày nhất định trong tương lai, tuy nhiên ông ta không có nghĩa vụ phải thực hiện quyền mua này. Tương tự như vậy, người mua của một quyền chọn đặt có quyền bán một số lượng nhất định tài sản cơ sở, với mức giá quy định, vào hoặc trước một ngày nhất định trong tương lai, tuy nhiên ông ta không có nghĩa vụ phải thực hiện quyền bán này.
4. Quyền chọn nhị nguyên (Binary option) là hợp đồng cung cấp cho chủ sở hữu một hồ sơ lợi nhuận được ăn cả ngã về không (tất cả-hoặc-không).
5. Các chứng quyền (Warrants): Ngoài các tùy chọn ngắn ngày thường được sử dụng có thời hạn đáo hạn tối đa là 1 năm, có tồn tại một số tùy chọn dài ngày gọi là chứng quyền. Những hợp đồng quyền chọn này thường được giao dịch trên thị trường OTC.
6. Hợp đồng hoán đổi (Swaps) là các hợp đồng trao đổi tiền mặt (lưu chuyển tiền) vào hoặc trước một ngày xác định trong tương lai, dựa trên giá trị cơ sở của tỷ giá hối đoái, lợi tức trái phiếu/lãi suất, giao dịch hàng hóa, cổ phiếu hoặc các tài sản khác. Một thuật ngữ khác thường liên quan đến hoán đổi là quyền chọn hoán đổi (Swaption), về cơ bản là một quyền chọn trên cơ sở hoán đổi kỳ hạn. Tương tự như quyền chọn mua và quyền chọn bán, một hoán đổi quyền có hai loại: một quyền chọn hoán đổi người nhận và một quyền chọn hoán đổi người trả. Ở một bên, trong trường hợp của một quyền chọn hoán đổi người nhận thì có một quyền chọn trong đó bạn có thể nhận lãi cố định và trả lãi thả nổi. Ở bên kia, một quyền chọn hoán đổi người trả là một quyền chọn để trả lãi cố định và nhận lãi thả nổi.

Các giao dịch hoán đổi về cơ bản có thể được phân thành hai loại:
- Hoán đổi lãi suất: Những phái sinh này về cơ bản đòi hỏi việc hoán đổi chỉ liên quan đến các lưu chuyển tiền tệ trong cùng một loại tiền tệ, giữa hai bên.
- Hoán đổi tiền tệ: Trong loại hoán đổi này, dòng tiền giữa hai bên bao gồm cả gốc và lãi. Ngoài ra, những đồng tiền được hoán đổi thuộc các đơn vị tiền tệ khác nhau cho cả hai bên.[22]

Một số ví dụ phổ biến về các phái sinh này như sau:
| TÀI SẢN CƠ SỞ | CÁC Loại HỢP ĐỒNG                           | CÁC Loại HỢP ĐỒNG                                                | CÁC Loại HỢP ĐỒNG                                    | CÁC Loại HỢP ĐỒNG                                   | CÁC Loại HỢP ĐỒNG                                                             |
| TÀI SẢN CƠ SỞ | Hợp đồng tương lai trao đổi qua sàn         | Hợp đồng quyền chọn trao đổi qua sàn                             | Hợp đồng hoán đổi OTC                                | Hợp đồng kỳ hạn OTC                                 | Hợp đồng quyền chọn OTC                                                       |
| ------------- | ------------------------------------------- | ---------------------------------------------------------------- | ---------------------------------------------------- | --------------------------------------------------- | ----------------------------------------------------------------------------- |
| Cổ phần       | Tương lai chỉ số DJIA Tương lai đơn cổ phần | Quyền chọn tương lai chỉ số DJIA Quyền chọn đơn cổ phiếu         | Hoán đổi cổ phần                                     | Thỏa thuận mua lại giáp lưng                        | Quyền chọn cổ phiếu Đảm bảo tài chính Đảm bảo Turbo                           |
| Lãi suất      | Tương lai Euro - Đôla Mỹ Tương lai Euribor  | Quyền chọn tương lai Euro - Đôla Mỹ Quyền chọn tương lai Euribor | Hoán đổi lãi suất                                    | Thỏa thuận lãi suất kỳ hạn Thỏa thuận tỷ giá kỳ hạn | Trần và sàn lãi suất Quyền chọn hoán đổi Hoán đổi cơ sở Quyền chọn trái phiếu |
| Tín dụng      | Tương lai trái phiếu                        | Quyền chọn tương lai trái phiếu                                  | Hoán đổi rủi ro tín dụng Hoán đổi hoàn vốn tổng cộng | Thỏa thuận mua lại                                  | Quyền chọn rủi ro tín dụng                                                    |
| Ngoại hối     | Tương lai tiền tệ                           | Quyền chọn tương lai tiền tệ                                     | Hoán đổi tiền tệ                                     | Kỳ hạn tiền tệ                                      | Quyền chọn tiền tệ                                                            |
| Hàng hóa      | Tương lai dầu thô WTI                       | Phái sinh thời tiết                                              | Hoán đổi hàng hóa                                    | Hợp đồng kỳ hạn quặng sắt                           | Quyền chọn vàng                                                               |

## Chức năng kinh tế của thị trường phái sinh
Một số chức năng kinh tế nổi bật của thị trường phái sinh bao gồm:
1. Giá trong một thị trường phái sinh có tổ chức không chỉ tái tạo sự nhận thức của những người tham gia thị trường về tương lai mà còn dẫn dắt giá của tài sản cơ sở đến mức tương lai công khai. Khi hết hạn hợp đồng phái sinh, giá của các phái sinh hội tụ với giá của tài sản cơ sở. Vì vậy, các phái sinh là công cụ cần thiết để xác định giá của cả hiện tại và tương lai.
2. Các thị trường phái sinh định vị lại rủi ro từ những người ác cảm rủi ro sang những người có thể chấp nhận rủi ro.
3. Bản chất nội tại của thị trường phái sinh liên kết chúng với thị trường giao ngay của tài sản cơ sở. Nhờ có các phái sinh mà có sự gia tăng đáng kể trong khối lượng trao đổi của thị trường giao ngay tài sản cơ sở. Yếu tố chi phối phía sau sự leo thang này là sự tham gia tăng lên của những người chơi bổ sung, những người có thể sẽ không tham gia nếu thiếu vắng một thủ tục nào đó để chuyển giao rủi ro.
4. Vì sự giám sát, trinh sát các hoạt động của những người tham gia khác nhau trở nên rất khó khăn trong các thị trường hỗn hợp; việc thiết lập một hình thức thị trường có tổ chức trở nên cấp bách hơn tất cả. Do đó, trong sự hiện diện của một thị trường phái sinh có tổ chức, đầu cơ có thể được kiểm soát, dẫn đến một môi trường tỉ mỉ hơn.
5. Các bên thứ ba có thể sử dụng giá phái sinh công bố công khai như các dự đoán có căn cứ về các kết quả không chắc chắn trong tương lai, ví dụ, khả năng một công ty sẽ vỡ nợ các khoản nợ của nó.[23]

Tóm lại, có sự gia tăng đáng kể trong tiết kiệm và đầu tư dài hạn do các hoạt động tăng cường của người tham gia thị trường phái sinh.

## Định giá

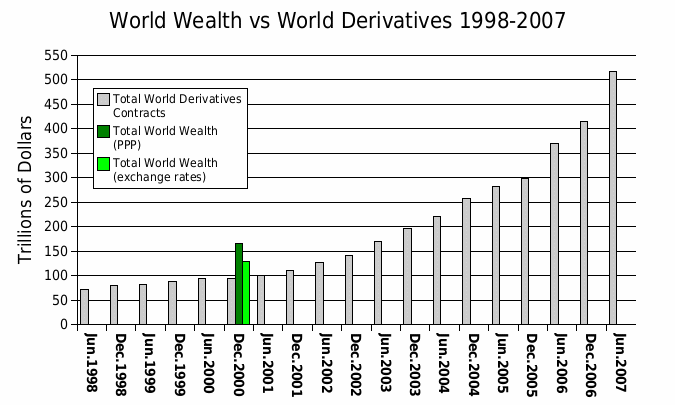
Tổng phái sinh toàn thế giới từ 1998 tới 2007 so sánh với tổng tài sản toàn thế giới năm 2000

### Giá thị trường và giá không hưởng chênh lệch
Hai đo lường phổ biến của giá trị là:
- Giá thị trường, tức là giá mà tại đó các thương nhân muốn mua hoặc bán hợp đồng;
- Giá không hưởng chênh lệch (phi acbit), có nghĩa là không thể tạo ra các khoản lợi nhuận không rủi ro bằng cách trao đổi những hợp đồng này; xem định giá hợp lý.

### Xác định giá thị trường
Đối với các phái sinh giao dịch chính thức, giá cả thị trường thường là minh bạch, làm cho nó khó phát tán giá cả một cách tự phát. Riêng với các hợp đồng OTC, không có sàn giao dịch trung tâm để đối chiếu và phổ biến giá.

### Xác định giá không hưởng chênh lệch
Xem Danh sách các chủ đề tài chính#Định giá phái sinh.
Giá không hưởng chênh lệch cho một hợp đồng phái sinh có thể phức tạp, và có rất nhiều biến số khác nhau để xem xét. Định giá không hưởng chênh lệch là một chủ đề trung tâm của toán học tài chính. Đối với hợp đồng tương lai hoặc hợp đồng kỳ hạn giá không hưởng chênh lệch là tương đối minh bạch, liên quan đến giá của tài sản cơ sở cùng với các chi phí mang (thu nhập nhận được trừ đi chi phí lãi suất), mặc dù vẫn có thể có những phức tạp.
Tuy nhiên, đối với các quyền chọn và các phái sinh phức tạp hơn, việc định giá liên quan đến việc phát triển một mô hình định giá phức tạp: việc hiểu biết quá trình ngẫu nhiên của giá của tài sản cơ sở thường là rất quan trọng. Một phương trình quan trọng đối với định giá quyền chọn lý thuyết là công thức Black-Scholes, dựa trên giả định rằng các dòng tiền từ quyền chọn cổ phiếu châu Âu có thể tái tạo bởi một chiến lược mua và bán liên tục chỉ sử dụng cổ phiếu này. Một phiên bản đơn giản của kỹ thuật định giá này là mô hình lựa chọn nhị thức.
OTC đại diện cho thách thức lớn nhất trong việc sử dụng các mô hình để định giá các phái sinh. Vì các hợp đồng này không được trao đổi công khai, không có sẵn giá thị trường hiện có để xác nhận việc định giá lý thuyết. Hầu hết các kết quả của mô hình là phụ thuộc vào đầu vào (có nghĩa là giá cuối cùng phụ thuộc rất nhiều vào cách chúng ta lấy được các đầu vào định giá).
Vì vậy tình trạng phổ biến là các phái sinh OTC được định giá bởi các Đại lý độc lập mà các đối tác tham gia giao dịch thỏa thuận chỉ định từ trước (khi ký hợp đồng).

## Phê bình
Các phái sinh thường là đối tượng cho các phê bình sau đây:

### Rủi ro đuôi tiềm ẩn
Theo Raghuram Rajan, nguyên là nhà kinh tế trưởng của Quỹ Tiền tệ Quốc tế (IMF), "... cũng có thể là các nhà quản lý của các hãng [các quỹ đầu tư] này đã tính toán các tương quan giữa các công cụ khác nhau mà họ nắm giữ và tin rằng chúng đã được phòng hộ. Tuy nhiên, như Chan và những người khác (2005) đã chỉ ra, những bài học của mùa hè năm 1998 sau sự vỡ nợ của chính phủ Nga rằng các tương quan đó là 0 hoặc âm trong những thời điểm bình thường có thể chuyển qua đêm thành 1 - một hiện tượng mà họ gọi là "giai đoạn nhốt chặt". Một vị thế được phòng hộ có thể trở thành không được phòng hộ vào những thời điểm tồi tệ nhất, gây thiệt hại đáng kể cho những người tin tưởng một cách nhầm lẫn rằng họ được bảo vệ."

### Rủi ro
Việc sử dụng các phái sinh tài chính có thể gây ra những thua lỗ lớn vì việc dùng đòn bẩy hoặc vay mượn. Các phái sinh cho phép các nhà đầu tư kiếm được các khoản thu lớn từ những dịch chuyển nhỏ trong giá của tài sản cơ sở. Tuy nhiên, các nhà đầu tư có thể mất những khoản tiền lớn nếu giá của tài sản cơ sở di chuyển ngược với giá phái sinh một cách đáng kể. Đã từng có một vài trường hợp thua lỗ lớn trên các thị trường phái sinh, như sau đây:
- American International Group (AIG) mất hơn 18 tỷ USD thông qua một công ty con trong 3 quý trên các hoán đổi vỡ nợ tín dụng (CDS). Ngân hàng Dự trữ Liên bang Hoa Kỳ đã tuyên bố thành lập một cơ sở tín dụng bảo đảm lên đến 85 tỷ USD để ngăn chặn sự sụp đổ của công ty này, bằng cách cho phép AIG thanh toán được các khoản nợ của mình để chuyển giao tài sản thế chấp bổ sung cho các đối tác hoán đổi vỡ nợ tín dụng.
- Vụ thua lỗ 7,2 tỷ USD của Société Générale vào tháng 1 năm 2008 do lạm dụng các hợp đồng tương lai.
- Vụ thua lỗ 6,4 tỷ USD trong vụ sập quỹ đầu tư Amaranth Advisors, là tổ chức nắm trường vị (long position) khí thiên nhiên vào tháng 9 năm 2006 khi giá cả rớt thẳng đứng.
- Vụ thua lỗ 4,6 tỷ USD trong vụ sập quỹ đầu tư Long-Term Capital Management năm 1998.
- Vụ thua lỗ tương đương 1,3 tỷ USD trong các phái sinh dầu năm 1993 và 1994 của Metallgesellschaft AG.
- Thua lỗ tương đương 1,2 tỷ USD trong các phái sinh vốn chủ sở hữu vào năm 1995 của Barings Bank.
- UBS AG, ngân hàng lớn nhất Thụy Sĩ, phải chịu thua lỗ 2 tỷ USD thông qua đầu cơ không được phép bị phát hiện vào tháng 9 năm 2011.

Điều này dẫn đến con số choáng váng lên tới 39,5 tỷ USD, phần lớn diễn ra trong thập kỷ 2000 sau khi Luật hiện đại hoá các hợp đồng tương lai hàng hóa năm 2000 đã được thông qua.

### Rủi ro phía đối tác
Một số phái sinh (đặc biệt là các giao dịch hoán đổi) phơi bày các nhà đầu tư trước rủi ro phía đối tác, hoặc rủi ro phát sinh từ các bên khác trong một nghiệp vụ tài chính. Các loại khác nhau của các phái sinh có mức độ rủi ro phía đối tác khác nhau. Ví dụ, các quyền chọn cổ phiếu chuẩn hóa theo luật định yêu cầu bên ở ngưỡng rủi ro phải có một số tiền ký quỹ nhất định với sàn giao dịch, cho thấy rằng họ có thể chi trả cho một tổn thất bất kỳ; các ngân hàng hỗ trợ các doanh nghiệp tráo đổi lãi suất biến động lấy lãi suất cố định trên các khoản vay có thể thực hiện việc kiểm tra tín dụng đối với cả hai bên. Tuy nhiên, chẳng hạn trong các thoả thuận riêng giữa hai công ty, có thể không có các chuẩn mực để thực hiện thẩm định và phân tích rủi ro.

### Giá trị danh nghĩa lớn
Các phái sinh thường có giá trị danh nghĩa lớn. Như vậy, có một mối nguy là việc sử dụng chúng có thể dẫn đến thua lỗ mà nhà đầu tư sẽ không thể bù đắp. Khả năng rằng điều này có thể dẫn đến một phản ứng dây chuyền tiếp theo trong một cuộc khủng hoảng kinh tế đã được chỉ ra bởi nhà đầu tư nổi tiếng Warren Buffett trong báo cáo hàng năm của Berkshire Hathaway năm 2002. Buffett gọi chúng là "vũ khí tài chính hủy diệt hàng loạt". Một vấn đề tiềm năng với các phái sinh là chúng bao gồm một lượng danh nghĩa ngày càng lớn các tài sản có thể dẫn đến các biến dạng trong bản thân các thị trường vốn cơ sở và vốn chủ sở hữu. Các nhà đầu tư bắt đầu nhìn vào các thị trường phái sinh để ra quyết định mua, bán chứng khoán và vì vậy những gì ban đầu có nghĩa là một thị trường chuyển giao rủi ro bây giờ trở thành một chỉ số dẫn dắt.
(Xem Báo cáo hàng năm của Berkshire Hathaway cho năm 2002)

## Cải cách tài chính và Quy định chính phủ
Theo luật pháp Mỹ và luật pháp của hầu hết các nước phát triển, các phái sinh có miễn trừ pháp lý đặc biệt làm cho chúng là một hình thức pháp lý đặc biệt hấp dẫn để mở rộng tín dụng. Tuy nhiên, các bảo vệ chủ nợ mạnh mẽ dành cho các bên đối tác của phái sinh kết hợp với sự phức tạp và thiếu minh bạch của chúng có thể làm cho các thị trường vốn định giá thấp rủi ro tín dụng. Điều này có thể góp phần vào sự bùng nổ tín dụng, và làm tăng các rủi ro hệ thống. Trên thực tế, việc sử dụng các phái sinh để che giấu rủi ro tín dụng từ các bên đối tác trong khi bảo vệ các đối tác phái sinh đã góp phần vào cuộc khủng hoảng tài chính năm 2008 tại Hoa Kỳ.
Trong bối cảnh cuộc kiểm tra năm 2010 với ICE Trust, một tổ chức công nghiệp tự điều tiết, Gary Gensler, Chủ tịch Ủy ban giao dịch các hợp đồng tương lai hàng hóa, cơ quan điều chỉnh hầu hết các phái sinh, được trích dẫn là đã phát biểu cho rằng thị trường phái sinh như các chức năng của nó hiện nay "thêm các chi phí cao hơn cho tất cả người Mỹ". Ông cũng cho biết rằng sự giám sát nhiều hơn nữa của các ngân hàng trên thị trường này là cần thiết. Ngoài ra, báo cáo cho biết, "Bộ Tư pháp cũng đang soi xét các phái sinh. Bộ phận chống độc quyền của Bộ đang tích cực điều tra 'khả năng về các thủ đoạn chống cạnh tranh trong các lĩnh vực thanh toán bù trừ, trao đổi và dịch vụ thông tin các phái sinh tín dụng,' theo một phát ngôn viên của Bộ."
Đối với các nhà lập pháp và các ủy ban chịu trách nhiệm về cải cách tài chính liên quan đến các phái sinh ở Mỹ và các nơi khác, phân biệt giữa các hoạt động phòng hộ và đầu cơ phái sinh là một thách thức không nhỏ. Sự khác biệt là rất quan trọng vì quy định sẽ giúp cô lập và ngăn chặn đầu cơ với các phái sinh, đặc biệt là đối với các tổ chức "có tầm quan trọng mang tính hệ thống" mà rủi ro tín dụng của chúng có thể đủ lớn để đe dọa toàn bộ hệ thống tài chính. Đồng thời, pháp luật nên tính tới các bên có trách nhiệm phòng hộ rủi ro mà không ràng buộc quá chặt vốn lưu động như tài sản thế chấp mà các hãng có thể sử dụng tốt hơn ở những nơi khác trong các hoạt động và đầu tư của họ. 
Về vấn đề này, điều quan trọng là phải phân biệt giữa những người dùng cuối cùng của các phái sinh tài chính (ví dụ như ngân hàng) và phi tài chính (ví dụ như các công ty phát triển bất động sản) vì việc sử dụng các phái sinh của các tổ chức này về bản chất vốn đã khác nhau. Quan trọng hơn, tài sản thế chấp hợp lý gắn với những đối tác khác nhau này có thể rất khác nhau. Sự khác biệt giữa các tổ chức này không phải là luôn luôn thẳng băng (ví dụ như các quỹ phòng hộ hoặc thậm chí một số hãng cổ phần tư nhân không hoàn toàn trùng khớp với một trong hai thể loại). Cuối cùng, ngay cả những người dùng tài chính cũng phải được phân biệt, như các ngân hàng 'lớn' có thể được phân loại là "quan trọng có tính hệ thống" mà các hoạt động phái sinh của chúng phải được giám sát chặt chẽ hơn và bị hạn chế hơn so với các ngân hàng nhỏ, địa phương và khu vực.
Giao dịch ngoài sàn sẽ ít phổ biến hơn do Luật Cải cách phố Wall và Bảo vệ người tiêu dùng Dodd-Frank có hiệu lực. Luật này quy định việc thanh toán bù trừ các giao dịch hoán đổi nhất định tại sàn giao dịch có đăng ký và áp đặt các hạn chế khác nhau trên các phái sinh. Để thực hiện đạo luật Dodd-Frank,
CFTC đã phát triển các quy định mới trên ít nhất 30 khu vực. Ủy ban này xác định các giao dịch hoán đổi nào phải thanh toán bù trừ bắt buộc và một sàn giao dịch phái sinh nào đó là thích hợp hay không thích hợp để thanh toán bù trừ một loại hợp đồng hoán đổi nhất định.
Tuy nhiên, các thách thức trên đây và khác nữa của quá trình ra quy định đã trì hoãn sự ban hành đầy đủ các khía cạnh lập pháp liên quan đến các phái sinh. Các thách thức này còn bị phức tạp hơn nữa bởi sự cần thiết phải triển khai cải cách tài chính toàn cầu giữa các quốc gia bao gồm các thị trường tài chính lớn trên thế giới, một trách nhiệm chính của Ủy ban Ổn định tài chính mà tiến triển của nó đang diễn ra.
Tại Hoa Kỳ, vào tháng 2 năm 2012, nỗ lực kết hợp của SEC và CFTC đã tạo ra hơn 70 quy tắc phái sinh được đề xuất và chung cuộc. Tuy nhiên, cả hai cơ quan này đã trì hoãn việc thông qua một số quy định phái sinh vì gánh nặng của việc soạn thảo các quy định khác, tranh chấp và phản đối các quy tắc, và nhiều định nghĩa cốt lõi (chẳng hạn như các thuật ngữ "hoán đổi", "hoán đổi dựa trên chứng khoán", "đại lý hoán đổi"," đại lý hoán đổi dựa trên chứng khoán", "bên tham gia hoán đổi chính" và "bên tham gia hoán đổi dựa trên chứng khoán chính") vẫn chưa được thông qua. Chủ tịch SEC Mary Schapiro phát biểu: "Vào cuối ngày, có thể không có ý nghĩa để làm hài hòa tất cả mọi thứ [giữa các quy tắc SEC và CFTC] bởi vì một số các sản phẩm này là khá khác nhau và chắc chắn các cấu trúc thị trường khá khác nhau."

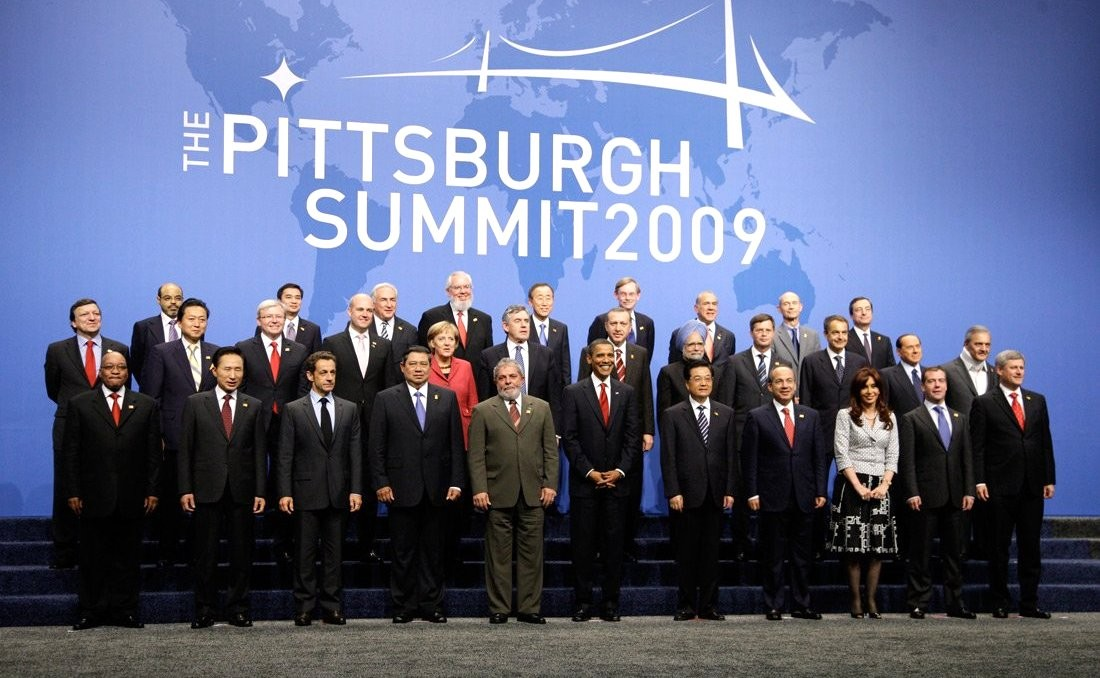
Các nhà lãnh đạo quốc gia tại Hội nghị thượng đỉnh G-20 năm 2009 tại Pittsburgh.

Vào tháng 11 năm 2012, SEC và các nhà quản lý từ Úc, Brazil, Liên minh châu Âu, Hồng Kông, Nhật Bản, Ontario, Quebec, Singapore và Thụy Sĩ đã gặp nhau để thảo luận về cải cách thị trường phái sinh OTC, như đã được các nhà lãnh đạo thỏa thuận tại Hội nghị thượng đỉnh G-20 năm 2009 tại Pittsburgh vào tháng 9 năm 2009. Vào tháng 12 năm 2012, họ ra một tuyên bố chung với ý nghĩa chung rằng họ nhận ra rằng thị trường là thống nhất toàn cầu và "hỗ trợ vững chắc việc thông qua và thực thi các tiêu chuẩn mạnh mẽ và nhất quán trong và giữa các khu vực pháp lý", với mục tiêu giảm nhẹ rủi ro, nâng cao tính minh bạch, chống lạm dụng thị trường, ngăn ngừa những khoảng trống pháp lý, làm giảm khả năng đối với các cơ hội chênh lệch, và củng cố một sân chơi bình đẳng cho các bên tham gia thị trường. Họ cũng đồng ý về sự cần thiết giảm sự không chắc chắn có tính điều tiết và cung cấp cho các bên tham gia thị trường sự rõ ràng đầy đủ về pháp lý và các quy định bằng cách tránh, đến mức có thể, việc áp dụng các quy định mâu thuẫn với các đối tượng và các nghiệp vụ tương tự, và giảm thiểu việc áp dụng các quy định không phù hợp và trùng lặp. Đồng thời, họ lưu ý rằng "sự hài hoà hoàn toàn - liên kết hoàn hảo của các quy định trên các khu vực pháp lý" sẽ là khó khăn, vì các khác biệt của các khu vực pháp lý "trong pháp luật, chính sách, thị trường, thời gian thực hiện, và các quy trình quy phạm pháp luật.

### Báo cáo
Chế độ báo cáo bắt buộc đang được hoàn thiện tại một số quốc gia, chẳng hạn như Đạo luật Frank Dodd ở Mỹ, Quy định cơ sở hạ tầng thị trường châu Âu (EMIR) ở châu Âu, cũng như các quy định tại Hồng Kông, Nhật Bản, Singapore, Canada, và các nước khác. Diễn đàn các nhà quản lý phái sinh OTC (ODRF), một nhóm gồm hơn 40 nhà quản lý trên toàn thế giới, cung cấp các kho thương mại với một tập hợp các hướng dẫn liên quan đến truy cập dữ liệu để quản lý, cùng Ủy ban ổn định tài chính và CPSS IOSCO cũng đưa ra các khuyến nghị liên quan với việc báo cáo.
DTCC, thông qua dịch vụ "Global Trade Repository" (GTR) của mình, quản lý kho trao đổi toàn cầu đối với các phái sinh lãi suất, hàng hóa, ngoại hối, tín dụng và vốn cổ phần. Công ty lập các báo cáo trao đổi toàn cầu cho CFTC ở Mỹ, và có kế hoạch tương tự cho ESMA ở châu Âu và cho các cơ quan quản lý tại Hồng Kông, Nhật Bản và Singapore. Nó bao gồm các sản phẩm phái sinh OTC được hay không được thanh toán bù trừ, được hoặc không được giao dịch bằng xử lý điện tử hoặc riêng biệt.

## Chú giải
- Thu xếp ròng song phương: Một thu xếp có thể có hiệu lực pháp luật giữa một ngân hàng và một bên đối tác tạo ra một nghĩa vụ pháp lý duy nhất bao trùm tất cả các hợp đồng riêng lẻ được gộp vào. Điều này có nghĩa rằng nghĩa vụ của ngân hàng, trong trường hợp vỡ nợ hoặc mất khả năng thanh toán của một trong các bên, sẽ là tổng ròng của tất cả các giá trị hợp lý dương và âm của các hợp đồng được bao gồm trong thu xếp ròng song phương.
- Bên đối tác: Thuật ngữ pháp lý và tài chính chỉ bên khác trong một giao dịch tài chính.
- Phái sinh tín dụng: Một hợp đồng chuyển rủi ro tín dụng từ một người mua sự bảo vệ cho một người bán sự bảo vệ tín dụng. Các sản phẩm phái sinh tín dụng có thể có nhiều hình thức, chẳng hạn như hoán đổi vỡ nợ tín dụng, giấy liên kết tín dụng và hoán đổi hoàn vốn tổng cộng.
- Phái sinh: Hợp đồng tài chính mà giá trị của nó có nguồn gốc từ việc thực hiện các tài sản, lãi suất, tỷ giá hối đoái, hoặc chỉ số. Các giao dịch phái sinh bao gồm một loạt các hợp đồng tài chính bao gồm các khoản nợ và tiền gửi có cấu trúc, giao dịch hoán đổi, kỳ hạn, quyền chọn, trần lãi suất, sàn lãi suất, tròng tài chính, kỳ hạn và các kết hợp khác nhau của chúng.
- Hợp đồng phái sinh giao dịch qua sàn: Hợp đồng phái sinh được chuẩn hóa (ví dụ: các hợp đồng tương lai và hợp đồng quyền chọn) được giao dịch trên một sàn giao dịch tương lai có tổ chức.
- Tổng giá trị âm công bằng: Tổng số giá trị công bằng của các hợp đồng trong đó ngân hàng nắm giữ tiền của các bên đối tác của nó, mà không tính đến việc lấy tổng ròng. Giá trị này đại diện cho những tổn thất tối đa mà các bên đối tác của ngân hàng có thể phải chịu nếu ngân hàng gặp rủi ro tín dụng và không có việc lấy tổng ròng các hợp đồng, và không có tài sản thế chấp của ngân hàng được các bên đối tác nắm giữ.
- Tổng giá trị dương công bằng: Tổng số tổng giá trị công bằng của các hợp đồng mà các ngân hàng bị nắm giữ tiền bởi các bên đối tác của nó, mà không tính đến việc lấy tổng ròng. Giá trị này đại diện cho những thiệt hại tối đa mà ngân hàng có thể phải chịu nếu tất cả các bên đối tác của nó gặp rủi ro tín dụng và không có việc lấy tổng ròng các hợp đồng, và ngân hàng không nắm giữ tài sản thế chấp của bên đối tác.
- Chứng khoán vay thế chấp rủi ro cao: Các chứng khoán mà giá hoặc tuổi thọ trung bình dự kiến rất nhạy cảm với những thay đổi lãi suất, theo quyết định bởi tuyên bố chính sách của Hội đồng thẩm tra các tổ chức tài chính liên bang Hoa Kỳ về chứng khoán thế chấp có rủi ro cao.
- Số tiền danh nghĩa: Số tiền danh định hoặc số tiền bề mặt được sử dụng để tính toán các khoản thanh toán được thực hiện trên các giao dịch hoán đổi và các sản phẩm quản lý rủi ro khác. Số tiền này thường không đổi thay và do đó được gọi là danh nghĩa.
- Hợp đồng phái sinh giao dịch ngoài sàn (OTC): Các hợp đồng phái sinh đàm phán riêng tư được giao dịch bên ngoài các sàn giao dịch tương lai có tổ chức.
- Giấy tờ có cấu trúc: Các chứng khoán nợ không thế chấp, mà các đặc điểm dòng tiền của chúng phụ thuộc vào một hoặc nhiều chỉ số và/hoặc đã nhúng các hợp đồng kỳ hạn hoặc quyền chọn.
- Tổng vốn có rủi ro: Tổng số vốn cấp 1 cộng với vốn cấp 2. Vốn cấp 1 bao gồm cổ phần cổ đông phổ thông, cổ phần cổ đông ưu đãi vĩnh viễn với cổ tức không tích lũy, lợi nhuận giữ lại và các lợi ích cổ đông thiểu số trong các tài khoản vốn chủ sở hữu của các công ty con hợp nhất. Vốn cấp 2 gồm nợ lệ thuộc (nợ hạng hai), cổ phiếu tích lũy và cổ phiếu ưu đãi trung hạn, và cổ phiếu ưu đãi dài hạn, và một phần Dự phòng thiệt hại các khoản cho vay, cho thuê của một ngân hàng.